# Ігнатенко Євгенія Василівна
Євгенія Василівна Ігнатенко (1913, село Дивне, тепер Апанасенковського району Ставропольського краю, Російська Федерація — 21 вересня 1990, місто Львів) — українська радянська діячка, новатор виробництва, бригадир слюсарів-складальників Львівського електротехнічного заводу («Львівприлад») Львівської області. Герой Соціалістичної Праці (7.03.1960). Депутат Львівської обласної ради депутатів трудящих 8—11-го скликань (1961—1969 роки).

## Біографія
Народилася в селянській родині.
Член ВКП(б) з 1939 року.
Під час німецько-радянської війни працювала на танковому заводі.
З кінця 1940-х років — слюсар, бригадир слюсарів-складальників, майстер Львівського електротехнічного (інструментального, машинобудівного, механічного) заводу (потім — заводу «Львівприлад»). Очолювала бригаду комуністичної праці на заводі.
7 березня 1960 року отримала звання Героя Соціалістичної Праці з врученням ордена Леніна і золотої медалі «Серп і молот».
Потім — на пенсії в місті Львові. Померла 21 вересня 1990 року у Львові.

## Нагороди
- Герой Соціалістичної Праці (7.03.1960)
- орден Леніна (7.03.1960)
- ордени
- медалі